# Juan Antonio Lloret Llorens
Juan Antonio Lloret Llorens (València, 1952) és un polític valencià.

## Biografia
Llicenciat en Dret per la Universitat de València, exercí com a advocat i s'especialitzà de dret públic. Durant els seus anys universitaris milità al grup anarquista Bandera Negra, proper a la CNT, però des de 1975 es vinculà a les Joventuts Socialistes del País Valencià i ingressà en el PSPV-PSOE. Duran la transició treballà com a advocat laboralista.
Ha estat membre del Comitè Nacional i del Comitè Comarcal de la ciutat de València del PSPV-PSOE, partit amb el qual ha estat regidor, delegat d'urbanisme i tinent d'alcalde a l'Ajuntament de València des de 1979 a 1986.
Fou elegit diputat per la província de València a les eleccions generals espanyoles de 1986 i 1989. De 1993 a 1995 fou Secretari general i Subsecretari de la Conselleria d'Administracions Publiques i de 1995 a 1996 fou governador civil de la província de Terol. Actualment és president de l'Associació Valenciana de Juristes Demòcrates.